# Хидродинамика
Хидродинамика је област физике, грана динамике флуида, која се бави проучавањем течности у кретању и односа притисака унутар њега. Грана хидродинамике која се бави пручавањем једнодимензијског струјања назива се хидраулика. Основне једначине којима се ово описује једначина континуитета и једначина количине кретања. У зависности од количине ефеката који се узимају у обзир једначина количине кретања може се јавити у облику Ојлерове једначине у случају струјања невискозног флуида, или у случају вискозног флуида у облику Навије-Стоксове једначине. Из овог система може се одредити промена непознатих величина: брзине и притиска.